# هوغو أوروتي
هوغو أوروتي (بالإسبانية: Hugo Urruti)‏ هو لاعب كرة قدم أرجنتيني في مركز ظهير ‏، ولد في 16 أغسطس 1987 في روساريو في الأرجنتين. لعب مع تيرو فيديرال.

## وصلات خارجية
- هوغو أوروتي على موقع قاعدة بيانات كرة القدم.إي يو (الإنجليزية)
- هوغو أوروتي على موقع Soccerway.com (الإنجليزية)